# Schwedenstraße 1 (Kronach)

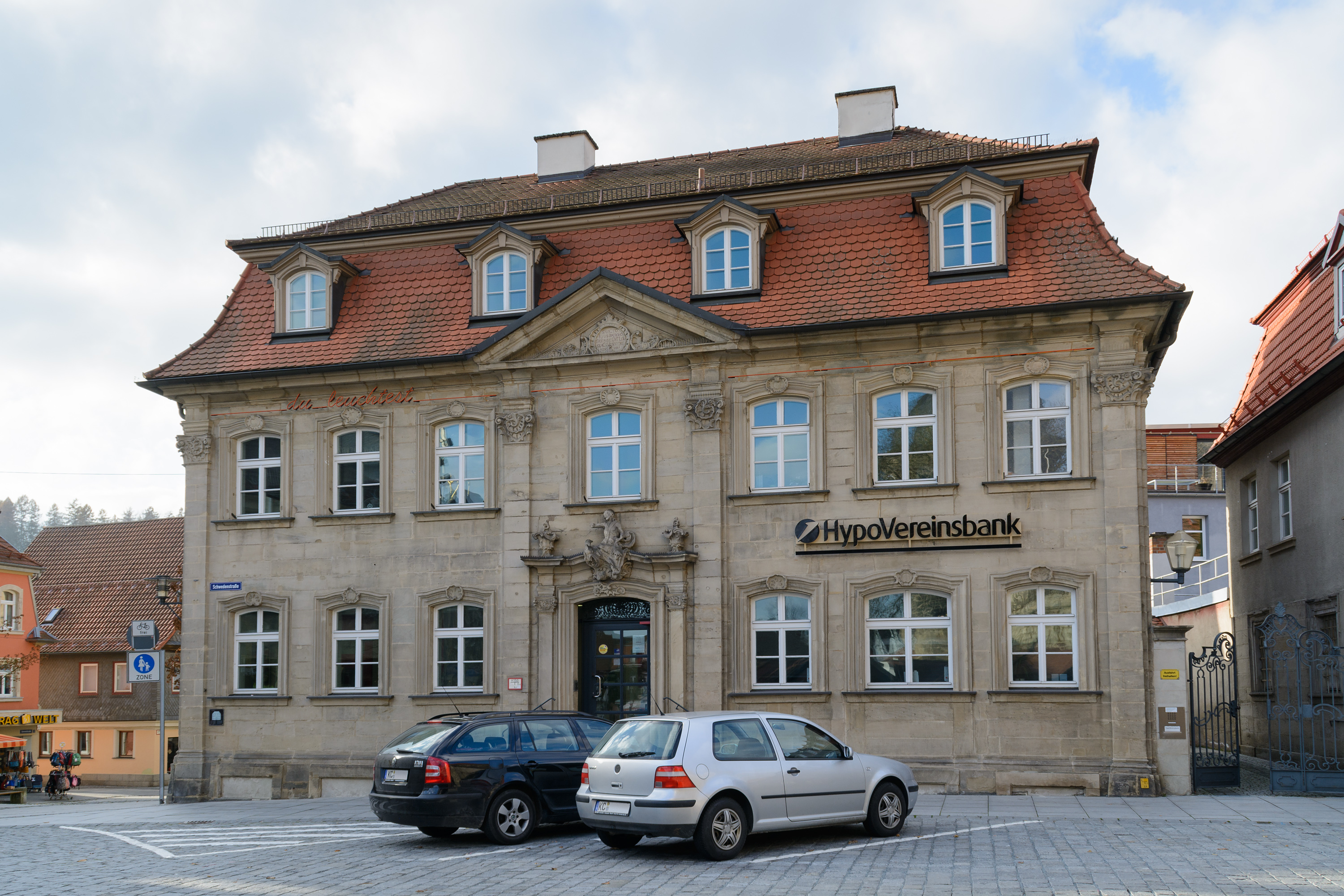
Nach Osten gewandte Straßenfront des Gebäudes

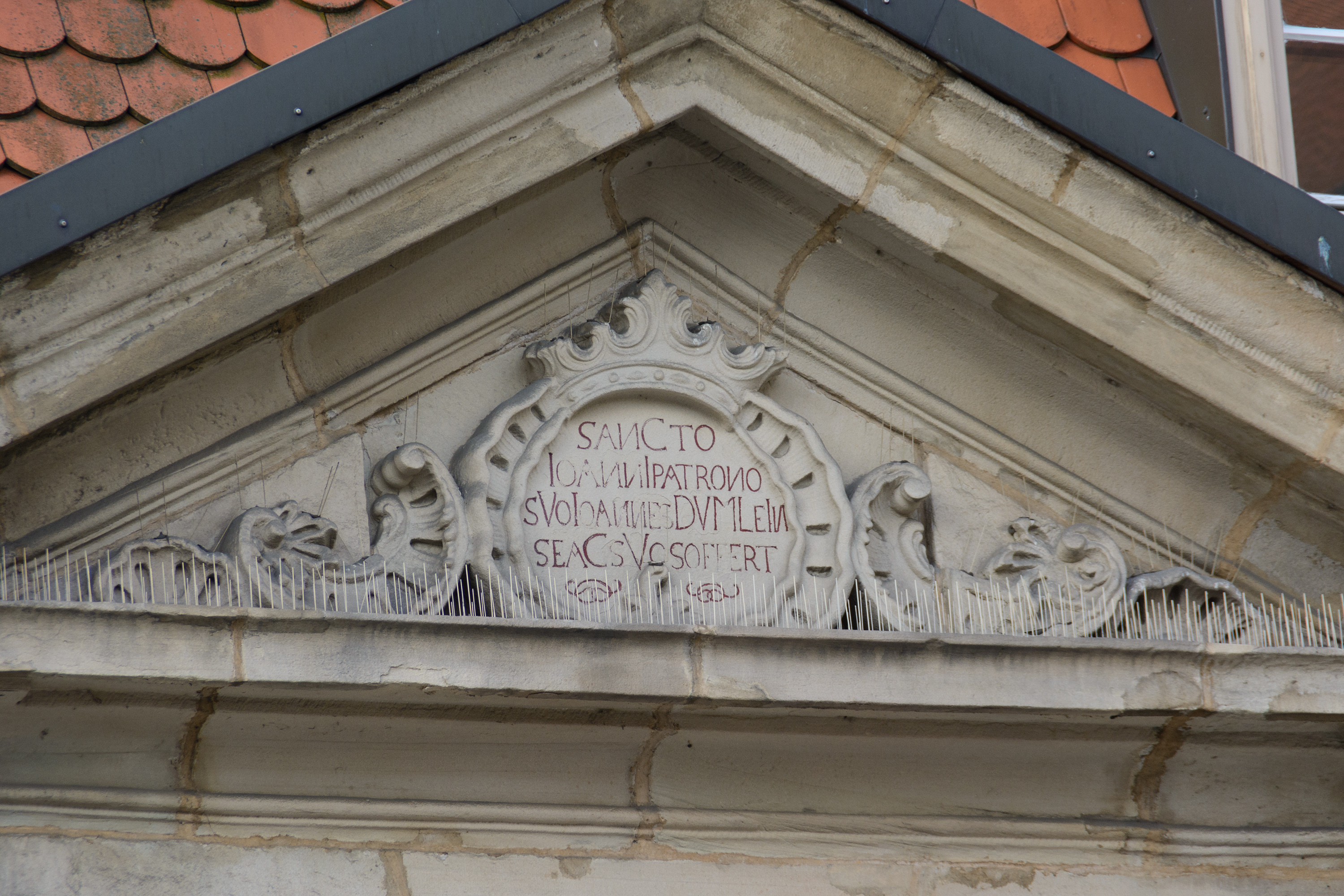
Inschrift des Bauherren

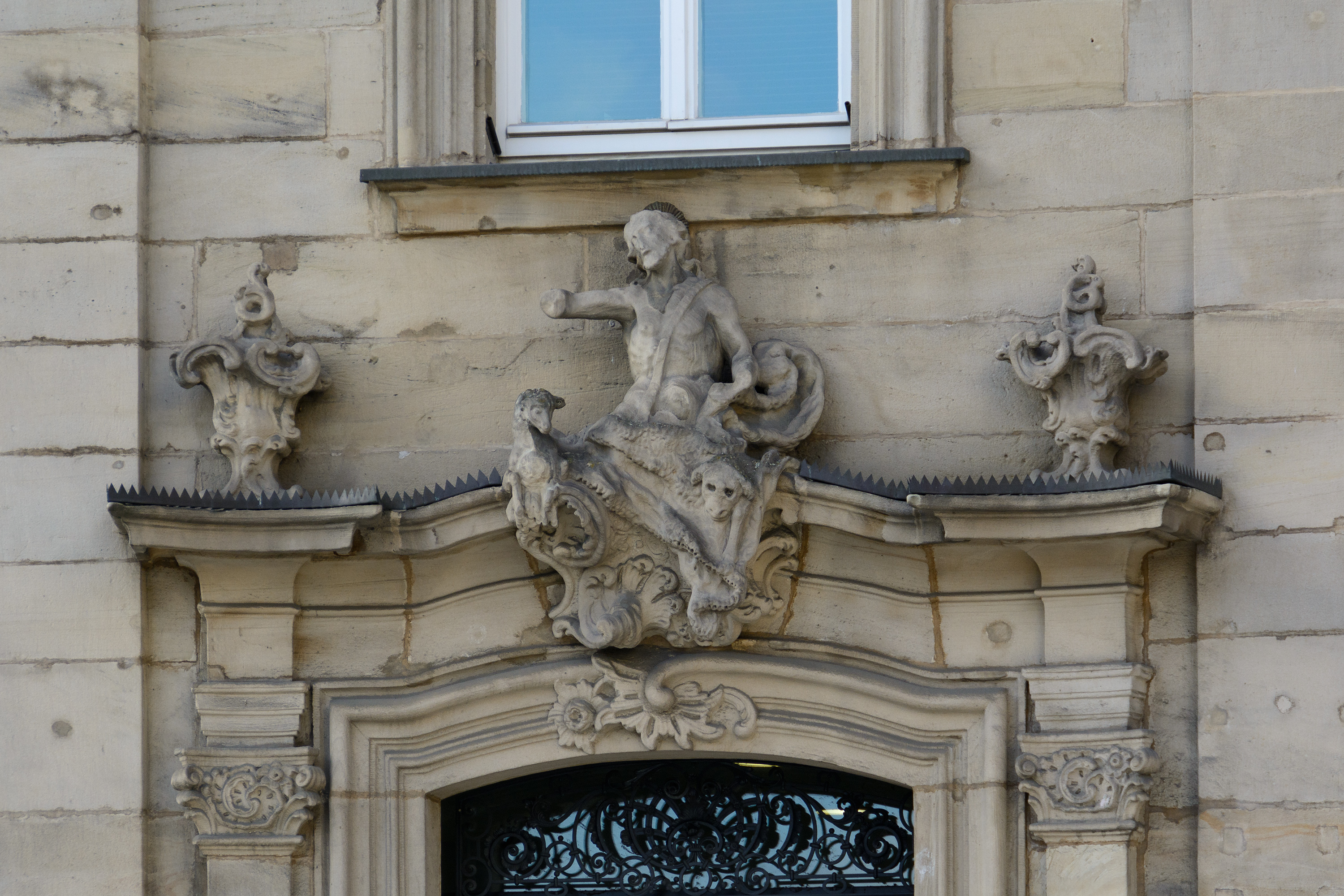
Figuren über dem Eingangsportal

Das Gebäude Schwedenstraße 1 ist ein denkmalgeschütztes Bauwerk in der oberfränkischen Stadt Kronach.

## Baubeschreibung
Bei dem Bauwerk handelt es sich um einen zweigeschossigen Sandsteinquaderbau mit Mansardwalmdach, der durch einen übergiebelten Mittelrisalit und Pilaster mit Rocaille-Kapitellen vertikal gegliedert ist. Im Giebelfeld des Risalits befindet sich eine Inschrift des Erbauers Johann Dümlein, die in der Art eines Chronogramms das Jahr 1769 enthält. Die von zwei Urnen flankierte Figur über dem Eingangsportal stellt Johannes den Täufer in sitzender Haltung dar.

## Geschichte
Das Gebäude wurde 1768/69 von Johann Dümlein errichtet. Im Jahr 1896 wurde an der Südseite des Hauses ein dreigeschossiger Rundturm mit Zwiebelhaube angebaut. Kurz vor Ende des Zweiten Weltkriegs in Europa wurde die Stadt Kronach am Nachmittag des 12. April 1945 von amerikanischen Truppen eingenommen und besetzt. Dem vorausgegangen war ein mehrstündiger Artilleriebeschuss, bei dem mehrere Gebäude völlig zerstört oder schwer beschädigt wurden. Hierzu zählte auch das Gebäude Schwedenstraße 1, das bei dem Beschuss in Brand geriet und vollständig ausbrannte. Im Jahr 1948 wurde das Haus mit der Originalfassade, jedoch ohne den ebenfalls schwer beschädigten Turm, wiederhergestellt.